# Seo Young-joo
Seo Young-joo (Hangul: 서영주, Hanja: 徐榮柱, RR: Seo Yeong-ju), es un actor surcoreano.

## Biografía
Estudió artes escénicas en la Universidad Sejong.

## Carrera
Es miembro de la agencia "FineCut Entertainment".
El 25 de julio del 2012 se unió al elenco de la película The Thieves donde dio vida a Macau Park de joven. Papel interpretado por el actor Kim Yoon-seok de adulto.
Ese mismo año apareció en la serie I Love Lee Taly donde interpretó a Lee Soo-bin, el amigo de Keum Eun-dong (Kim Kibum).
El 22 de noviembre del mismo año apareció como personaje principal de la película Juvenile Offender (también conocida como "Crime Boys") donde dio vida a Jang Ji-gu, un joven delincuente juvenil, cuya vida cambia cuando descubre que su madre en realidad está viva y que lo había abandonado el día en que nació.
En el 2013 se unió al elenco de la serie Golden Rainbow donde interpretó a Kim Man-won, el hermano mayor de Kim Cheon-won (Song Yoo-jung) y Kim Baek-won (Kim Yoo-jung).
En diciembre del 2016 se unió al elenco principal de la serie Solomon's Perjury donde dio vida a Lee So-woo, un estudiante de una escuela secundaria de élite que a pesar de tener una gran habilidad de observación y una visión cínica del mundo intenta no destacarse, poco después, el día de Navidad So-woo es encontrado muerto.
El 11 de septiembre del 2017 se unió al elenco principal de la serie Girls' Generation 1979 donde interpretó a Bae Dong-moon, un nerd típico que está enamorado de Lee Jung-hee (Bona) y hace todo lo posible para ganarse su corazón, hasta el final de la serie el 3 de octubre del mismo año.
En abril del 2019 se unió al elenco recurrente de la serie Beautiful World donde interpretó a Han Dong-soo, el hermano mayor de Han Dong-hee (Lee Jae-in), un joven que vive sin esperanza por el futuro en un entorno desafortunado.
El 18 de julio del mismo año realizó su primera aparición especial en la serie Goo Hae-ryung, la historiadora novata, donde dio vida a Lee Seung-hoon, el novio arreglado de Goo Hae-ryung (Shin Se-kyung) durante el cuarto, quinto y décimo cuarto episodio de la serie.
En marzo del 2020 se unió al elenco recurrente de la serie Nobody Knows (아무도 모른다) donde interpretó a Kim Tae-hyung, un joven contratado por Baek Sang-ho (Park Hoon), hasta el final de la serie el 21 de abril del mismo año.
En octubre del mismo año se anunció que se había unido al elenco principal de la serie Youth (también conocida como "Blue Sky") donde interpretará al alter ego del famoso rapero Kim Nam-joon, miembro del exitoso y popular grupo surcoreano BTS. La serie se espera sea estrenada en el 2021.

## Filmografía

### Series de televisión
| Año     | Título                                | Personaje                             | Notas                     | Ref.                 |
| ------- | ------------------------------------- | ------------------------------------- | ------------------------- | -------------------- |
| 2009    | Hero                                  | Jin Do-hyuk (de joven)                |                           |                      |
| 2010    | First Marriage                        | Lee Chang-soo (a los 15 años)         |                           |                      |
| 2011    | Listen to My Heart                    | Jang Joon-ha (de joven) / Bong Ma-roo |                           |                      |
| 2011    | Gyebaek                               | Gyo-ki (de adolescente)               |                           |                      |
| 2011    | A Thousand Days' Promise              | Lee Moon-kwon (de joven)              |                           |                      |
| 2012    | Fashion King                          | Kang Young-gul (de joven)             |                           |                      |
| 2012    | I Love Lee Taly                       | Lee Soo-bin                           |                           |                      |
| 2012    | May Queen                             | Jang Il-moon (de joven)               |                           |                      |
| 2012    | Family Portrait                       | Han Jin-woo                           |                           |                      |
| 2013    | Golden Rainbow                        | Kim Man-won (de adolescente)          |                           |                      |
| 2014    | Youth (18 Years)                      | Seok-joo                              | Drama Special, 1 episodio |                      |
| 2015    | Snowy Road                            | Kang Young-joo                        | Drama Special             |                      |
| 2015    | Hello Monster                         | Lee Jung-ha                           | 2 episodios               |                      |
| 2016-17 | Solomon's Perjury                     | Lee So-woo                            | 12 episodios              |                      |
| 2017    | Girls' Generation 1979                | Bae Dong-moon                         | 8 episodios               | [ 13 ]               |
| 2019    | Beautiful World                       | Han Dong-soo                          |                           |                      |
| 2019    | Goo Hae-ryung, la historiadora novata | Lee Seung-hoon                        | 3 episodios               |                      |
| 2020    | Nobody Knows                          | Kim Tae-hyung                         |                           |                      |
| 2021    | Youth                                 | Kim Nam-joon                          |                           |                      |
| 2023    | The Killing Vote                      | Kim Ji-hoon                           |                           | [ 14 ] [ 15 ] [ 16 ] |

### Películas
| Año  | Título                           | Personaje                    | Notas                                                                                              | Ref.   |
| ---- | -------------------------------- | ---------------------------- | -------------------------------------------------------------------------------------------------- | ------ |
| 2008 | A Frozen Flower                  | Young Han-baek (de joven)    | Junto a Yeo Jin-goo, Lee Poong-woon, Jo in-sung, Joo Jin-mo, Song Ji-hyo, Shim Ji-ho y Lim Ju-hwan |        |
| 2009 | Bloody Innocent: Chapter 4: 1997 | Dong-sik (a los 11 años)     | |        |
| 2012 | The Thieves                      | Macau Park (de joven)        | Junto a Kim Yoon-seok, Kim Hye-soo, Jun Ji-hyun, Simon Yam, Kim Hae-sook, Oh Dal-su y Kim Soo-hyun |        |
| 2012 | Juvenile Offender                | Jang Ji-gu                   | Junto a Lee Jung-hyun, Jun Ye-jin, Kang Rae-yeon y Jung Suk-yong                                   |        |
| 2013 | Moebius                          | Hijo                         | Junto a Cho Jae-hyun, Lee Eun-woo y Kim Jae-hong                                                   |        |
| 2015 | The Treacherous                  | Im Sung-jae (de adolescente) | Junto a Ju Ji-hoon, Kim Hyun-soo, Kim Kang-woo y Chun Ho-jin                                       |        |
| 2016 | The Age of Shadows               | Joo Dong-sung                | Junto a Song Kang-ho, Gong Yoo, Han Ji-min, Uhm Tae-goo y Shin Sung-rok                            | [ 17 ] |
| 2017 | Snowy Road                       | Kang Young-joo               | Junto a Kim Hyang-gi, Kim Sae-ron, Kim Young-ok, Cho Soo-hyang, Jang Young-nam y Lee Hak-joo       |        |
| 2018 | 십개월                           | 이윤호                       | |        |
| 2018 | Dong-hwa                         | Dong-hwa                     | Junto a Han Bo-bae                                                                                 |        |
| 2019 | Lingering                        | -                            | Junto a Lee Se-young y Park Ji-young                                                               |        |
| 2021 | Ten Months                       | -                            | Junto a Choi Sung-eun, Baek Hyun-jin y Kim Geun-young                                              |        |

### Teatro
| Año        | Obra                                                | Personaje   | Notas                                                                                       |
| ---------- | --------------------------------------------------- | ----------- | ------------------------------------------------------------------------------------------- |
| 2015, 2019 | Equus (에쿠우스)                                    | Alan Strang |                                                                                             |
| 2017       | Deli, Tigers and Fish (조제,호랑이 그리고 물고기들) | 츠네오      |                                                                                             |
| 2019       | Kill Me Now (킬 미 나우)                            | 조이        |                                                                                             |
| 2019-20    | Sweeney Todd (스위니토드)                           | Turpin      | Junto a Lee Ji-soo, Choi Seo-yeon, Shin Joo-hyup, Shin Jae-beom, Im Jun-hyuk y Kim Do-hyung |

### Musicales
| Año     | Obra            | Personaje      | Notas                                                                                         | Ref.   |
| ------- | --------------- | -------------- | --------------------------------------------------------------------------------------------- | ------ |
| 2014    | Zorro           | -              |                                                                                               |        |
| 2016-17 | Oh! Carol       | -              |                                                                                               |        |
| 2018    | Iron Mask       | -              |                                                                                               |        |
| 2019    | Jack the Ripper | Jack (asesino) | Junto a Ken, Um Ki-joon, Jung Dong-ha, Lee Gun-myung, Min Young-ki, Kim Joon-hyun y Stephanie | [ 18 ] |

### Revistas / sesiones fotográficas
| Año | Título           | Notas |
| --- | ---------------- | ----- |
| -   | GQ Magazine      |       |
| -   | Bellboy Magazine |       |

## Premios y nominaciones
| Año  | Premio                                      | Categoría                                   | Trabajo                | Resultado | Ref.   |
| ---- | ------------------------------------------- | ------------------------------------------- | ---------------------- | --------- | ------ |
| 2012 | 14th Cinemanila International Film Festival | Best Actor                                  | Juvenile Offender      | Ganador   |        |
| 2012 | 25th Tokyo International Film Festival      | Best Actor                                  | Juvenile Offender      | Ganador   |        |
| 2013 | 56th Asia-Pacific Film Festival             | Best Actor                                  | Juvenile Offender      | Nominado  |        |
| 2013 | 49th Baeksang Arts Award                    | Best Actor                                  | Juvenile Offender      | Nominado  |        |
| 2013 | 22nd Buil Film Award                        | Best New Actor (Film)                       | Juvenile Offender      | Nominado  |        |
| 2013 | 34th Blue Dragon Film Award                 | Best New Actor                              | Moebius                | Nominado  |        |
| 2015 | 8th Korea Drama Award                       | Best New Actor                              | Snowy Road             | Nominado  | [ 19 ] |
| 2017 | KBS Drama Award                             | Best Actor in a One-Act/Special/Short Drama | Girls' Generation 1979 | Nominado  |        |